# Туртиайнен, Арво
Арво Альбин Туртиайнен фин.  Arvo Albin Turtiainen (16 сентября 1904 года, Хельсинки — 8 октября 1980 года, Хельсинки) — финский поэт и переводчик .

## Биография
Родителями Туртиайнена были Эрнст Туртиайнен и Ида Ловиса Вяятайнен. Отец был портным. В юности Эрнст Туртиайнен пел в хоре, участвовал в драматических кружках и писал стихи. От отца Арво унаследовал не только художественные способности, но и левое мировоззрение.
Туртиайнен окончил пять классов Финского реального лицея в Хельсинки и получил диплом зубного техника. С 1932 по 1933 год он учился в Социальном колледже, а затем работал журналистом, пока в 1934 году не стал свободным писателем.
Во время Зимней войны с Советским Союзом Туртиайнен служил менеджером компании, но из-за своих политических убеждений отказался участвовать в Войне-продолжении и в 1941 году ушёл в подполье. Он был арестован в начале марта 1942 года вместе с Раулем Палмгреном и его женой Ирьей Палмгрен. Он был приговорен к четырём с половиной годам заключения и потерял звание офицера финской армии. Туртиайнен был освобожден в 1944 году, после выхода Финляндии из союза с Германией.
Туртиайнен принадлежал к демократическому объединению финских писателей и художников «Кийлы» и к Коммунистической партии Финляндии, а также был главным редактором журнала в 1940-х и 1945—1947 годах.
В начале 1960-х Туртиайнен купил участок земли на берегу озера Пяйянне в Кухмойнене для своего летнего дачи в Уннастува.
Его первой женой была Айно Хелена Вормула, а второй — Брита Полттила, на которой Туртиайнен женился в 1953 году.

## Творчество
Первоначально Туртиайнен написал, среди прочего, журнал Tulenkantajat правления клуба Факелоносцев, членом которого он был с 1937 по 1939 год. Печататься начал с 1936 года, в 1938 году опубликовал роман «Раутакурат» . В тюрьме он написал произведения « Человек № 503/42» и « Песнь камня и железного круга» .
Он выразил разочарование в связи с событиями Пражской весны 1968 года, опубликовав « Речи на Портанском склоне».
Туртиайнен был уроженцем Хельсинки и был известен под прозвищем Стадин Арска, в своих произведениях умел выражать чувства хельсинкских рабочих, написал несколько стихов на понятном им языке- на старом жаргоне Хельсинки.  Туртиайнен перевел, в частности, произведения Эдгара Ли Мастерса , Грэма Грина , Владимира Маяковского и Уолта Уитмена на финский язык .

## Произведения
•	Изменить . Стихи (1936)
•	Грейферы железные . Роман (1938)
•	Дорога под облаком . Стихи (1939)
•	Я вернулся домой . Стихи (1944)
•	Песня в круге из камня и железа . Стихи (1945)
•	Мужчина № 503/42. Дневник эксперимента . (1946)
•	Песня для вечеринки . Стихи (1946)
•	Колокольчики . Стихи (с Эльви Синерво) (1950)
•	Произошло в порту . Прослушивание (1954)
•	Песня о времени и любви . Избранные стихотворения (1954)
•	Я люблю . Стихи (1955)
•	Осенняя весна . Стихи (1959)
•	Я босиком . Стихи (1962)
•	Стихи 1943-64 . (1964)
•	Я босиком: Арво Туртиайнен читает свои стихи . (Запись Тамми 1, 1965 г.)
•	С Рождеством . Стихи (1967)
•	Выступления на Портанском склоне . Стихи (1968)
•	Море, люди, корабли: стихи моряков . (1969). Под редакцией Оива Лаппалайнен и Арво Туртиайнен.
•	Родина хлеба . Стихи (1974)
•	Стихи 1934-68 . (1974)
•	Мой мир: сочинения 1932—1975 . (1978)
•	Жизнь и друзья. Воспоминания (под редакцией Эркки Саволайнена). (1980)
•	Родина хлеба: Вейкко Синисало читает стихи Арво Туртиайнена . (Отчеты сауны, 1981)

## Переводы на финский язык
•	Эдгар Ли Мастерс: Антология реки ложки (1947)
•	Грэм Грин: Наш муж в Гаване (1958)
•	Борис Пастернак : доктор Живаго (1958). Перевод Юхани Конкка, стихи переведены Хельви Ювонен и Арво Туртиайнен.
•	Владимир Маяковский: Облако в штанах и другие стихи; Как составляются стихи (1959). Перевод Туомаса Анхава и Арво Туртиайнен.
•	Уолт Уитмен: Трава (1965)
•	Владимир Маяковский — Владимир Ильич Ленин (1970)

## Награды
•	Премия Алексиса Киви , 1964 г.
•	Медаль «Pro Finlandia» , 1965 г.
•	Премия Эйно Лейно , 1973 г.